# Aron Ralston
Aron Lee Ralston (* 27. Oktober 1975 in Indianapolis, Indiana) ist ein US-amerikanischer Bergsteiger, der durch eine selbst ausgeführte Amputation seiner Hand internationale Bekanntheit erlangte.

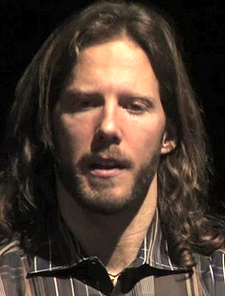
Aron Ralston (2010)

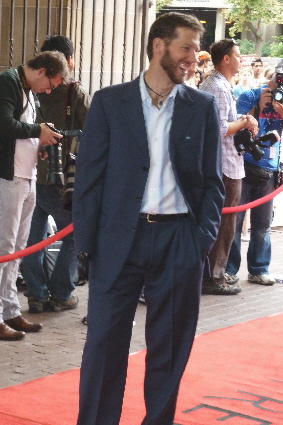
Aron Ralston bei der Premiere von 127 Hours

## Leben
Aron Ralston hatte sich zum Ziel gesetzt, alle 59 Viertausender in Colorado im Alleingang zu besteigen. Am 26. April 2003 kam es bei einer Canyonwanderung im Bluejohn Canyon in Utah zu einem Unfall, bei dem ein Felsbrocken Ralstons rechte Hand einklemmte.
Ralston versuchte fünf Tage lang, sich aus seiner Lage zu befreien, seine Strategien hatten jedoch keinen Erfolg:
- Das Zertrümmern bzw. das Zerkleinern des Felsbrockens mit seinem Taschenmesser war ein zu langsamer Prozess.
- Der selbstgebaute Flaschenzug hatte durch die Benutzung von Karabinerhaken statt Umlenkrollen zu viel Kraftverlust durch Reibung im System.
- Die Amputation seines Arms wurde durch das stumpfe Taschenmesser und die Einsicht, dass er damit niemals den Knochen durchtrennen könnte, verhindert.

Die Zeit, in der er eingeklemmt war, hielt Ralston mithilfe seines Camcorders fest. Mit dem möglichen Tod konfrontiert, verabschiedete er sich so von seiner Familie. Das Filmmaterial hält er bis heute unter Verschluss und zeigte es nur seiner Familie und den engsten Freunden. Für den Film 127 Hours, der die Unfall-Geschichte nachstellt, durften Regisseur Danny Boyle und Schauspieler James Franco, der die Rolle von Aron Ralston spielt, als einzige Außenstehende das Material einsehen. Der Film kam 2010 in die Kinos.
Nach fünf schlaflosen Tagen und Nächten, unterkühlt und fast ausgetrocknet, löste er schließlich das Problem des Knochendurchtrennens, indem er sich Elle und Speiche brach. Dazu bog er den Arm seiner eingeklemmten Hand so lange in eine Richtung, bis einer der Knochen brach. Die Weichteile und die Blutgefäße durchtrennte er mit dem Taschenmesser. Danach musste er noch 13 Kilometer laufen, bevor er von Wanderern gefunden und gerettet wurde.
Seine für viele Menschen kaum nachvollziehbare Tat und sein unerschütterlicher Überlebensdrang brachten ihm neben zahlreichen Artikeln in Magazinen und Zeitungen auch einen Gastauftritt in der David-Letterman-Show ein. Das Magazin Gentlemen’s Quarterly kürte ihn zum Mann des Jahres 2003.
Heute trägt Ralston eine Armprothese und gibt an, seinen Arm in Anbetracht der durch das Unglück gewonnenen Erfahrungen nicht zu vermissen. Für ihn habe ein zweites Leben begonnen, welches er nun viel intensiver durchlebe als das vorherige. Seine speziell konstruierte Armprothese trägt einen Eispickel, welcher ihm weiterhin das Bergsteigen ermöglicht. Im März 2004, circa zehn Monate nach der Amputation, bestieg Ralston zum ersten Mal wieder allein einen Viertausender. Bereits im darauffolgenden Winter erreichte er sein selbst gestecktes Ziel, die Besteigung aller 59 Viertausender in Colorado. Seine Hand wurde kremiert und die Asche über dem Canyon verstreut.

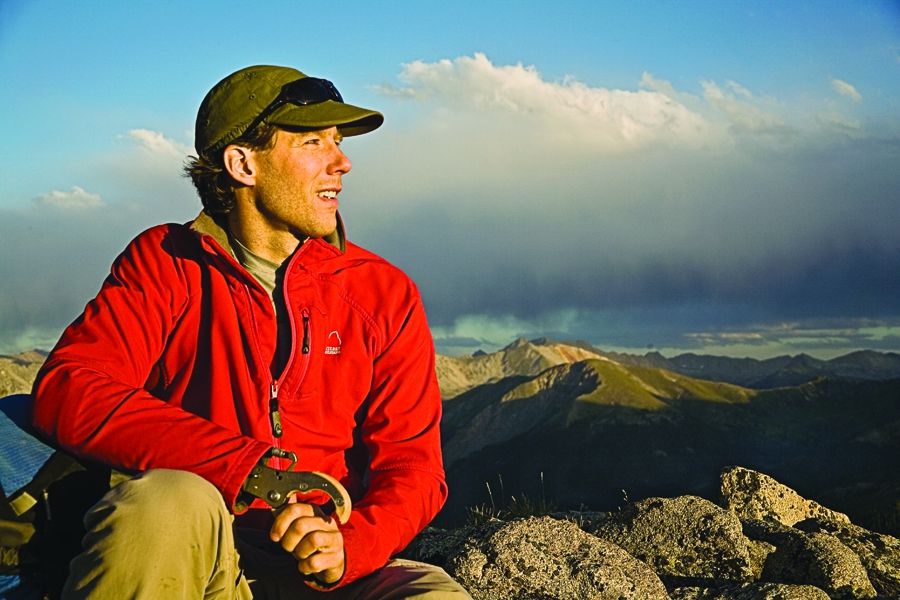
Aron Ralston, 2009

## Schriften
Deutsch:
- Im Canyon: Fünf Tage und Nächte bis zur schwierigsten Entscheidung meines Lebens. Deutsch von Susanne Schädlich. Ullstein, Berlin 2005, ISBN 3-550-07620-7.
  - Sonderausgabe: 127 Hours – Im Canyon: Fünf Tage und Nächte bis zur schwierigsten Entscheidung meines Lebens. Ullstein, Berlin 2011, ISBN 978-3-548-37408-6.

Englisch:
- Between a rock and a hard place Pocket Books, ISBN 0-7434-9580-2.
  - dito. Atria-Verlag 2005, ISBN 0-7434-9282-X.
  - 127 Hours: Between a Rock and a Hard Place. Pocket-Verlag, 2010, ISBN 1-4516-1770-4.